# Hof Rebstock am Markt

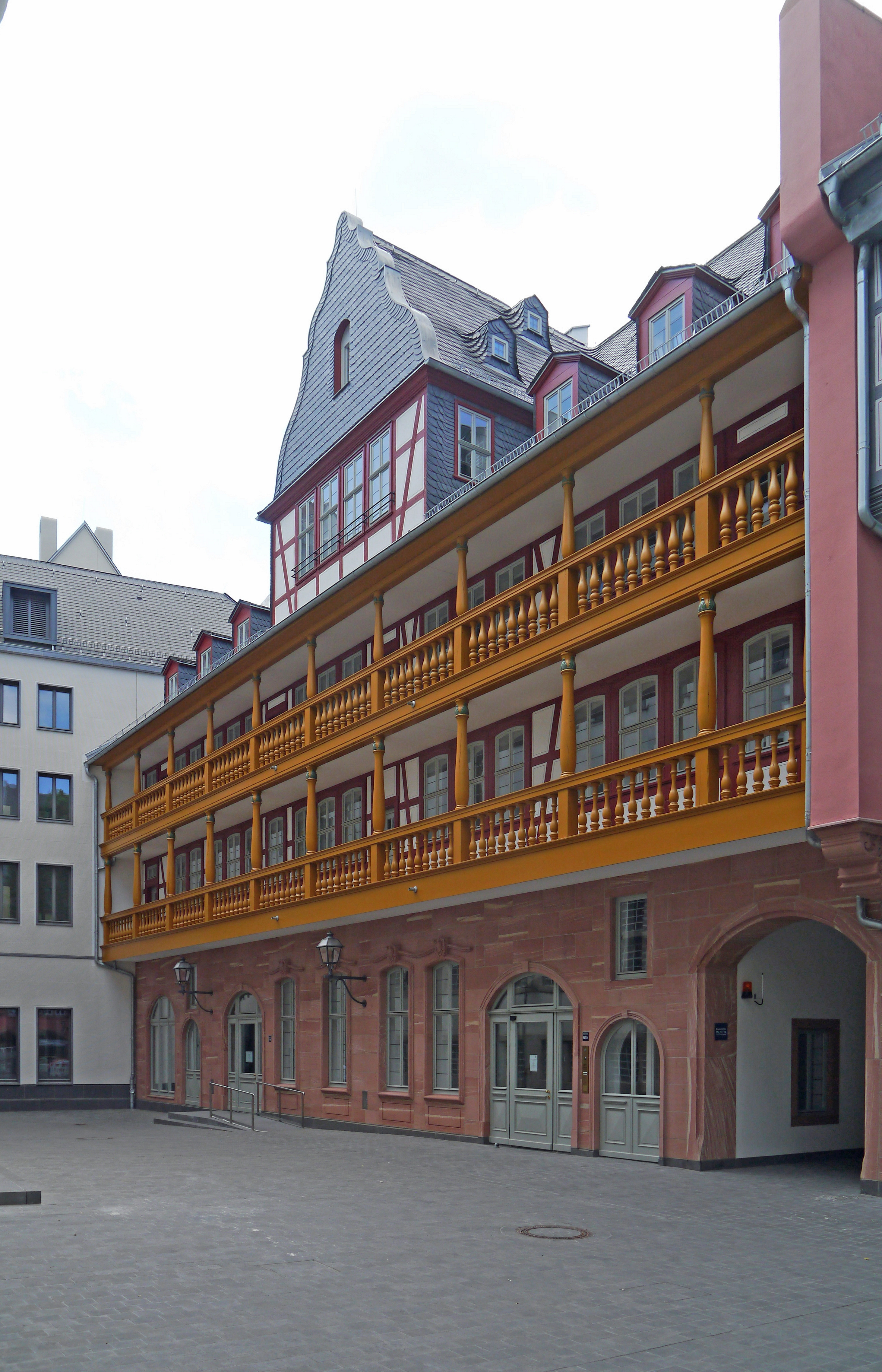
Hof Rebstock in juni 2018

Het Hof Rebstock am Markt is een historiserende patriciërswoning in de Altstadt van Frankfurt am Main. Tijdens de luchtaanvallen op de stad werd het oorspronkelijke huis, en de hele Altstadt compleet verwoest. Er werd besloten om de stad niet meer volledig herop te bouwen zoals ze voor de oorlog was. De Römerberg werd gerestaureerd, maar de alte Markt waar het huis lag niet. Dit gebied bleef twintig jaar braak liggen tot er begin jaren zeventig  het Technische Rathaus gebouwd werd, waardoor het aanzicht van de oude binnenstad voor jaren veranderde. 
In 2007 werd met het Dom-Römer-Projekt bekendgemaakt dat het Technische Rathaus afgebroken zou worden en dat een deel van de verdwenen straten en gebouwen heropgebouwd zouden worden, waaronder het Hof Rebstock. De nieuwbouw begon in 2013 en in 2017 was het gebouw langs buiten af. Het gebouw wordt gekenmerkt door de houtgalerij op de eerste en tweede verdieping. De Duitse dichter en schrijver Friedrich Stoltze werd in 1816 in het oorspronkelijke huis geboren. 